# Metrichia dietzi
Metrichia dietzi är en nattsländeart som först beskrevs av Oliver S. Flint Jr. 1974.  Metrichia dietzi ingår i släktet Metrichia och familjen smånattsländor. Inga underarter finns listade i Catalogue of Life.